# Стикни, Уильям
Уильям Артур Стикни (англ. William Arthur Stickney; 25 мая 1879, Сент-Луис, Миссури — 12 сентября 1944, Сент-Луис, Миссури) — американский гольфист, серебряный призёр летних Олимпийских игр 1904 года.
На Играх 1904 года в Сент-Луисе Стикни участвовал в двух турнирах. В командном он занял 17-е место, и в итоге его команда стала второй и получила серебряные награды. В одиночном разряде он занял четвёртое место в квалификации, и пройдя в плей-офф, остановился на одной восьмой финала.
Вместе с ним на Играх участвовал его брат Стюарт Стикни.